# Žaškov
Žaškov este o comună slovacă, aflată în districtul Dolný Kubín din regiunea Žilina. Localitatea se află la altitudinea de 482 m deasupra n.m., se întinde pe o suprafață de 24,728 km2 și în 2017 număra 1.608 locuitori. Se învecinează cu comuna Švošov.

## Istoric
Localitatea Žaškov este atestată documentar din 1388.

## Demografie
| An:                | 1994 | 2004   | 2014   | 2024   |
| ------------------ | ---- | ------ | ------ | ------ |
| Număr de persoane: | 1732 | 1705   | 1592   | 1621   |
| Diferență:         |      | −1,55% | −6,62% | +1,82% |

| An:                | 2023 | 2024   |
| ------------------ | ---- | ------ |
| Număr de persoane: | 1641 | 1621   |
| Diferență:         |      | −1,21% |